# Regina Capitals
Die Regina Capitals waren eine kanadische Eishockeymannschaft aus Regina, Saskatchewan. Die Mannschaft spielte zwischen 1921 und 1933 unter anderem in der Western Canada Hockey League.

## Geschichte
Die Regina Capitals wurde 1921 als Franchise der erstmals ausgetragenen Western Canada Hockey League gegründet. In dieser spielten sie insgesamt vier Jahre lang, bis die Liga aufgelöst wurde. In der Saison 1921/22 gewann die Mannschaft die Meisterschaft der WCHL. Von 1926 bis 1928 traten die Capitals in der Prairie Hockey League an. Anschließend war die Mannschaft vier Jahre lang inaktiv, ehe sie zur Saison 1932/33 reaktiviert wurde und in die einmalig ausgetragene Western Canada Hockey League wechselte. Dort wurden sie zum Saisonende nach Vancouver, British Columbia, umgesiedelt und beendeten die Spielzeit als Vancouver Maroons. Ein gleichnamiges Team spielte von 1922 bis 1926 in Vancouver.